# Onycocaris
Genre
Synonymes
- Coralliocaris (Onycocaris) Nobili, 1904[2]

Onycocaris est un genre de crevettes de la famille des Palaemonidae. 

## Liste des espèces
Selon World Register of Marine Species (27 décembre 2018) :
- Onycocaris amakusensis Fujino & Miyake, 1969
- Onycocaris aualitica (Nobili, 1904)
- Onycocaris balssi Bruce, 2011
- Onycocaris bocki Bruce, 1992
- Onycocaris callyspongiae Fujino & Miyake, 1969
- Onycocaris fujinoi Bruce, 2011
- Onycocaris furculata Bruce, 1979
- Onycocaris hayamaensis Komai & Itou, 2012
- Onycocaris longirostris Bruce, 1980
- Onycocaris maui Bruce, 2013
- Onycocaris nieli Bruce, 2011
- Onycocaris oligodentata Fujino & Miyake, 1969
- Onycocaris profunda Bruce, 1985
- Onycocaris quadratophthalma (Balss, 1921)
- Onycocaris rudolfi Marin, 2015
- Onycocaris seychellensis Bruce, 1971
- Onycocaris spinosa Fujino & Miyake, 1969
- Onycocaris stradbrokei Bruce, 1998
- Onycocaris temiri Marin, 2005
- Onycocaris trullata Bruce, 1978
- Onycocaris zanzibarica Bruce, 1971
- Onycocaris zarenkovi Marin, 2015